# Carausius pustulosus
Carausius pustulosus är en insektsart som beskrevs av C. Pantel 1917. Carausius pustulosus ingår i släktet Carausius och familjen Phasmatidae. Inga underarter finns listade.